# Gabriel Anrep

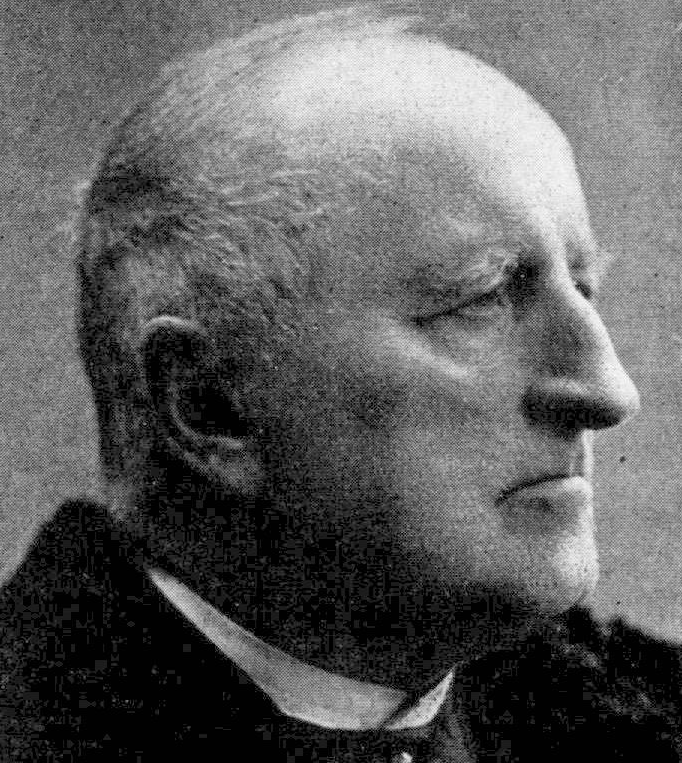
Johan Gabriel Anrep (um 1900)

Johan Gabriel Anrep (* 4. Dezember 1821 in Lekeberg; † 12. März 1907 in Stockholm) war ein schwedischer Genealoge und Begründer der modernen Adelsforschung in Schweden.

## Leben
Gabriel Anrep entstammte dem deutsch-baltischen Adelsgeschlecht der Herren von Anrep. Seine Eltern waren Johan Wilhelm Anrep († 1848) und Maria Margareta Palin. Er wuchs auf dem väterlichen Gut in Lekeberg auf. Nach dem Verkauf von Lekeberg lebte Anrep in Stockholm und widmete sich seinem Verlagsgeschäft. 1855 hatte er Maria Christina Carlson (* 1822; † 1891) geheiratet.
Die Forschungs- und Veröffentlichungsleistung Anreps bestand vor allem darin, die Genealogien des schwedischen Adels nicht nur zu sammeln, sondern auch mit wissenschaftlichen Methoden zu untersuchen und diese von mythischen Abstammungen zu befreien. Dennoch wurde er teilweise von den betroffenen Familien bzw. vom Ritterhaus genötigt, die als unhaltbar nachgewiesenen Filiationen nur dann zu verwenden, wenn er diese auch unverändert veröffentlicht. Dies wiederum wurde anschließend als Legitimation der Abstammung ausgelegt, da diese von dem als in gutem Ruf stehenden, seriös arbeitenden Anrep veröffentlicht wurde. Adam Lewenhaupt und mehr noch Gustaf Elgenstierna nahmen später die Arbeit Anreps auf. Letzterer konnte diese erfolgreich weiterführen, nachdem es ihm gelungen war, sich von den Familien und der Ritterschaft zu emanzipieren.

## Werke
- Sveriges ridderskaps och adels kalender. Stockholm 1854, 1. Band
- Svenska adelns ättartaflor. Stockholm 1858–1864, 4 Bände (Band 1; Band 2; Band 3; Band 4)
- Svenska Slägtboken. Stockholm 1871–1882, 3 Bände